# Fidelität
Die Fidelität (auch: Güte; englisch fidelity ‚Treue‘) ist in der Quanteninformatik ein Maß für die Ähnlichkeit von zwei Zuständen. Die Fidelität {\displaystyle F} kann Werte zwischen 0 und 1 annehmen. Für {\displaystyle F=1} sind die beiden Zustände identisch, für {\displaystyle F=0} so verschieden, dass sie durch eine quantenmechanische Messung mit Sicherheit voneinander unterscheidbar sind.

## Definition
Die Fidelität eines beliebigen (im allgemeinen gemischten) quantenmechanischen Zustands {\displaystyle \rho } auf dem Hilbertraum {\displaystyle {\cal {H}}} mit einem reinen Zustand {\displaystyle |\psi \rangle \in {\cal {H}}} ist definiert durch
{\displaystyle F(\rho ,|\psi \rangle )=\langle \psi |\rho |\psi \rangle },
d. h. durch den Überlapp von {\displaystyle \rho } mit {\displaystyle |\psi \rangle }.
Diese Definition deckt den in der Anwendung häufigsten Fall ab.
Zum Vergleich von zwei gemischten Zuständen mit Dichtematrizen {\displaystyle \rho } und {\displaystyle \sigma } verwendet man die von Armin Uhlmann eingeführte Verallgemeinerung (die daher manchmal auch als Uhlmann fidelity bezeichnet wird):
{\displaystyle F(\rho ,\sigma )=\mathrm {tr} \left({\sqrt {{\sqrt {\sigma }}\rho {\sqrt {\sigma }}}}\right)^{2}}
für {\displaystyle \rho ,\sigma \in {\cal {S(H)}}}, dem Raum der positiv-semidefiniten, beschränkten Operatoren auf {\displaystyle {\cal {H}}} mit Spur 1. 

## Eigenschaften
- {\displaystyle F(\rho ,\sigma )} nimmt Werte zwischen 0 und 1 an.
- {\displaystyle F(\rho ,\sigma )=1} dann und nur dann, wenn {\displaystyle \rho =\sigma }.
- {\displaystyle F(\rho ,\sigma )=0} dann und nur dann, wenn die beiden Zustände zueinander orthogonal sind, also das Bild der einen Dichtematrix ganz im Kern der anderen liegt.
- {\displaystyle F} ist symmetrisch in den beiden Argumenten: {\displaystyle F(\rho ,\sigma )=F(\sigma ,\rho )}.
- {\displaystyle F} ist invariant unter unitären Transformationen: {\displaystyle F(U\rho U^{\dagger },U\sigma U^{\dagger })=F(\rho ,\sigma )} für alle {\displaystyle U} mit {\displaystyle UU^{\dagger }=\mathbf {1} }.
- Die Fidelität steht in engem Zusammenhang zu Abstandsmassen auf {\displaystyle {\cal {H}}} und {\displaystyle {\cal {S(H)}}}:
  - Für 2 reine Zustände {\displaystyle \psi ,\phi } gilt, dass der Abstand {\displaystyle d(\psi ,\phi )} in der euklidischen Norm: {\displaystyle d(\psi ,\phi )\equiv \||\psi \rangle -|\phi \rangle \|={\sqrt {2(1-F(\psi ,\phi ))}}}. Folglich impliziert {\displaystyle F(\psi ,\phi )\geq 1-\epsilon }, dass {\displaystyle d(\psi ,\phi )\leq {\sqrt {2\epsilon }}} und umgekehrt gilt: wenn {\displaystyle d(\psi ,\phi )\leq \epsilon } dann ist {\displaystyle F(\psi ,\phi )\geq 1-\epsilon ^{2}/2}.
  - Der Bures-Abstand {\displaystyle D_{B}} (bzw. die Bures-Metrik[2]) zwischen zwei Zuständen ist eine monoton abnehmende Funktion von {\displaystyle F}: {\displaystyle D_{B}(\rho ,\sigma )={\sqrt {2-2{\sqrt {F(\rho ,\sigma )}}}}}.[3]
- Die (Uhlmann-)Fidelität von {\displaystyle \rho } und {\displaystyle \sigma } ist gleich dem maximalen Überlapp, den zwei reine Zustände {\displaystyle \psi ,\phi } haben, die jeweils Reinigungen[Anm. 2] von {\displaystyle \rho } bzw. {\displaystyle \sigma } sind:

{\displaystyle F(\rho ,\sigma )=\mathrm {max} \{|\langle \psi |\phi \rangle |^{2}:\psi ,\phi \in {\cal {H\otimes K}}\,\,\,\mathrm {mit} \,\,\,\mathrm {tr} _{\cal {K}}(|\psi \rangle \langle \psi |)=\rho ,\mathrm {tr} _{\cal {K}}(|\phi \rangle \langle \phi |)=\sigma \}}
- Für einen bekannten reinen Zustand {\displaystyle |\psi \rangle } und einen experimentell produzierbaren Zustand {\displaystyle \rho } lässt sich {\displaystyle F(\rho ,|\psi \rangle )} messen, zum Beispiel mittels des Swap tests.

## Anwendungen
Die Fidelität wird verwendet um zu quantifizieren, wie gut bestimmte Prozesse in der Quanteninformationsverarbeitung funktionieren, meist um ein ideales Protokoll, das einen bestimmten reinen Zustand produzieren würde, mit der tatsächlichen, imperfekten Realisierung zu vergleichen:
- ein perfekter Quantenspeicher, der zur Zeit {\displaystyle t=0} im Zustand {\displaystyle \rho (0)} initialisiert wird, sollte nach einer Zeit {\displaystyle t} immer noch den Zustand {\displaystyle \rho (t)=\rho (0)} enthalten. Die Fidelität {\displaystyle F(\rho (0),\rho (t))\leq 1} misst, wie nah der Quantenspeicher diesem Ideal kommt.
- Oft ist das Ziel eines Quantenprozesses die Präparation eines bestimmten Zustands, zum Beispiel eines maximal verschränkten Bell-Zustands von zwei Qubits, {\displaystyle |\Phi _{00}\rangle }. Dann ist die Fidelität des im Experiment produzierten Zustands {\displaystyle \rho } mit dem Zielzustand, {\displaystyle F(\rho ,\Phi _{00}\rangle )} ein gebräuchliches Maß für die Qualität des Präparationsprozesses.
- Auch die Qualität von Quantengattern in einem Quantencomputer wird oft über die Fidelität mit dem im idealen Fall erwarteten Zustand charakterisiert. Damit diese Zahl aussagekräftig ist, muss dann aber in der Regel entweder die über alle mögliche Anfangszustände gemittelte Fidelität oder die minimale dabei auftretende Fidelität betrachtet werden (siehe Fidelität für Operationen und Kanäle weiter unten).
- Zustandsunterscheidung: mittels der Uhlmann-Fidelity {\displaystyle F(\rho ,\sigma )} können Schranken dafür angegeben werden, mit welcher Wahrscheinlichkeit es möglich ist, die Zustände {\displaystyle \rho ,\sigma } voneinander zu unterscheiden. Als Beispiel sei der einfachste Fall der Unterscheidung von zwei gleichwahrscheinlichen Zuständen betrachtet. Mittels der optimalen Messung erreicht man dann eine Erfolgswahrscheinlichkeit {\displaystyle p_{suc}=1/2+\|\rho -\sigma \|_{1}/4}[Anm. 3] (sogenannte Helstrom-Schranke). Definiert man {\displaystyle D=\|\rho -\sigma \|_{1}/2} so ist die Fehlerwahrscheinlichkeit {\displaystyle p_{err}=1-p_{suc}=(1-D)/2} und kann durch {\displaystyle F} nach oben und unten abgeschätzt werden[Anm. 4] und so gilt für die optimale Fehlerwahrscheinlichkeit

{\displaystyle {\frac {F}{4}}\leq p_{suc}\leq {\frac {\sqrt {F}}{2}}}.

## Fidelität für Operationen und Kanäle
Auf die Fidelität rückführbare Maße werden auch zur Charakterisierung und zum Vergleich von Quantenkanälen und Quantengattern verwendet.
Die Verschränkungs-Fidelität (entanglement fidelity) {\displaystyle F_{e}} ist definiert für einen Zustand {\displaystyle \rho \in {\cal {S(H)}}} und einen Quantenkanal {\displaystyle {\cal {N:S(H)\to S(K)}}} und ist ein Maß dafür wie gut der Kanal {\displaystyle {\cal {N}}} Quanteninformation überträgt.
{\displaystyle F_{e}(\rho ,{\cal {N}})=\langle \psi _{\rho }|\sigma |\psi _{\rho }\rangle }.
Hier ist {\displaystyle \psi _{\rho }} eine Reinigung von {\displaystyle \rho } (ein reiner Zustand auf einem größeren Hilbertraum {\displaystyle {\cal {H\otimes H'}}} der nach Bildung der Partialspur über {\displaystyle {\cal {H'}}} {\displaystyle \rho } ergibt) und {\displaystyle \sigma } ist der Zustand, den man erhält, wenn man den Quantenkanal {\displaystyle {\cal {N}}\otimes 1} auf {\displaystyle \psi } anwendet. Physikalisch ist die Vorstellung, dass {\displaystyle \psi _{\rho }} einen im allgemeinen verschränkten Zustand eines zusammengesetzten Systems beschreibt. Ein Teil dieses Systems (der Teil, dessen Hilbertraum {\displaystyle {\cal {H}}} ist) wird dann durch den Quantenkanal {\displaystyle {\cal {N}}} geschickt, der andere Teil bleibt unverändert. Wenn der Quantenkanal den Zustand fehlerfrei überträgt, ist {\displaystyle \sigma =\psi _{\rho }} und die Verschränkungs-Fidelität ist 1. Abweichungen vom Wert 1 sind ein Maß für die Übertragungsfehler des Kanals. Genauer ist {\displaystyle F_{e}} eine untere Schranke für die Fidelität des durch den Kanal übertragenen Zustands {\displaystyle {\cal {N(\rho )}}} mit {\displaystyle \rho }.
Ein anderes, nah verwandtes Mass für die Qualität von Quantenoperationen ist die "Gatter-Fidelität" (gate fidelity). Sie misst, wie nah ein imperfektes Quantengatter (das durch einen Quantenkanal {\displaystyle {\mathcal {E}}} realisiert wird) dem gewünschten unitären Quantengatter {\displaystyle U} kommt, und ist gegeben durch die minimale Fidelität zwischen dem gewünschten Endzustand {\displaystyle U|\psi \rangle } und dem tatsächlich erreichten Zustand {\displaystyle {\mathcal {E}}(|\psi \rangle \langle \psi |)}, wobei über alle möglichen Anfangszustände zu minimieren ist:
{\displaystyle F(U,{\mathcal {E}}):=\mathrm {min} _{\psi \in {\mathcal {H}}}\left\{F(U|\psi \rangle ,{\mathcal {E}}(|\psi \rangle \langle \psi |))\right\}}.
Sie quantifiziert damit den schlimmstmöglichen Fehler bei der Anwendung des Gatters.